# Phuong My
PHUONG MY là thương hiệu thời trang cao cấp thuộc quyền sở hữu của công ty trách nhiệm hữu hạn Phuong My Design, do nhà thiết kế Trần Phương My sáng lập và điều hành.
PHUONG MY đã trình diễn tại 10 sàn diễn thời trang quốc tế, bao gồm: New York Fashion Week Bridal, New York Fashion Week, Vancouver Fashion Week, Arab Fashion Week, Australia's Perth Fashion Festival, Asia Fashion Week, Blue Print fashion show, New York Fashion Week event, Tokyo Fashion Fuse show and Black V San Francisco Fashion Show.
Hiện tại, thương hiệu có 30 cửa hàng tại 20 quốc gia và vùng lãnh thổ, bao gồm Pháp, Ý, Đài Loan, Trung Quốc, Hàn Quốc, Dubai, Kuwait và các tiểu vương quốc Ả Rập thống nhất.

## Quá trình thành lập

### Nhà sáng lập - Nhà thiết kế
Nhà thiết kế Trần Phương My sinh năm 1988 tại Thành phố Hồ Chí Minh, Việt Nam. Cô tốt nghiệp Academy of Art University - Đại học Nghệ thuật danh giá tại San Francisco. Hiện tại cô đang đương nhiệm  Giám đốc Sáng Tạo kiêm Nhà Điều Hành thương hiệu thời trang cao cấp PHUONG MY.
Trần Phương My bắt đầu sự nghiệp thiết kế của mình sau khi giành giải thưởng cao nhất tại hai cuộc thi danh tiếng: Are You Runway Ready  tại thành phố New York và the Discarded to Divine Project tại San Francisco năm 2010. Cô cũng là nhà thiết kế khách mời của Macy Fashion Night Out.
Sau 12 năm sống và học tập tại Mỹ, cô trở về Việt Nam ra mắt thương hiệu PHUONG MY vào năm 2013. Cô cũng là nhà sản xuất, stylist cho các tạp chí thời trang danh tiếng, như Elle, Harper's Bazaar và Vogue.

#### Thành tựu
- Nhà thiết kế mở màn New York Fashion Week Event tài trợ bởi Astonish Magazine năm 2011
- Nhà thiết kế mở màn show diễn thời trang Black V San Francisco năm 2011
- Tham dự show diễn thời trang Tokyo Fashion Fuse Show do hãng xe Lamborghini tài trợ năm 2011
- Nhà thiết kế khách mời Harper's Bazaar Vietnam 1st Year Anniversary Fashion Event năm 2012
- Nhà thiết kế khách mời BVLGARI Store Opening tại Việt Nam năm 2013

Năm 2015, nhà thiết kế thời trang trẻ vinh dự có mặt trong danh sách Forbes 30 Under 30 do tạp chí Forbes Vietnam bình chọn 

## Thương hiệu PHUONG MY
Kiểu dáng đồng hồ cát là nét đặc trưng nổi bật nhất của thời trang PHUONG MY. Khái niệm này được lấy cảm hứng từ niềm tin của cái đẹp trong thế giới Phương Đông. Nhà thiết kế tạo ra nét đặc trưng riêng giúp điêu khắc cơ thể phụ nữ dưới hình thức nghệ thuật độc đáo và hình dạng tinh tế mô tả cả khía cạnh mềm mại và mạnh mẽ của phụ nữ.
Cảm hứng lớn nhất của thương hiệu là hướng về người phụ nữ Châu Á, tôn vinh vẻ đẹp nữ tính, mỏng manh nhưng đầy nhiệt huyết rất đặc trưng. Trang phục thường được chú trọng vào đường cắt và chất liệu. Hầu hết chất vải của PHUONG MY được lựa chọn thủ công từ các nhà máy dệt uy tín ở Hồng Kông, Hàn Quốc, Nhật Bản, Ý và Pháp để đảm bảo chất lượng hoàn hảo.
Các bộ sưu tập của PHUONG MY thường xuất hiện trên các báo, tạp chí, các ấn phẩm thời trang danh tiếng trong nước và nước ngoài như là: The New York Times, vogue,  Vogue Anh và Vogue Ý. Năm 2014, NowFashion.com đề cử Phương My là "Một trong 15 thương hiệu tiềm năng của châu Á". Các sản phẩm của thương hiệu đã được các siêu mẫu và diễn viên nổi tiếng Hollywood và Việt Nam chọn lựa, có thể kể đến Coco Rocha, Julia Michaels, Betty Gabriel, Bellamy Young, Susan Kelechi Watson, Mariana Klaveno, Hoa hậu Hoàn vũ 2005Natalie Glebova, Hoa hậu Hoàn vũ 2018 Catriona Gray, Hoa hậu Hoàn vũ Việt Nam 2017 H'Hen Niê, Hoa hậu Hoàn vũ 2015 Phạm Hương, Hoa hậu Việt Nam 2012 Đặng Thu Thảo, ca sĩ Mỹ Tâm, nghệ sĩ múa Linh Nga, diễn viên Ngô Thanh Vân, diễn viên Ninh Dương Lan Ngọc, ca sĩ Minh Hằng, diễn viên Diễm My và diễn viên Phương Anh Đào.

## Bộ sưu tập
Ngoài các bộ sưu tập trình diễn trên sàn Runway và Ready-to-wear, PHUONG MY còn giới thiệu những bộ sưu tập giới hạn trong những dịp đặc biệt như Red Collection cho Tết âm lịch và Rain Collection cho mùa mưa ở các nước nhiệt đới vùng Đông Dương.
- Bridal 2019: Espoir collection
- Fall/Winter 2019: Sayonara collection
- Spring/Summer 2019: Sonorous collection
- Spring/ Summer 2018: Pret-a-Couture Saudade collection
- Fall/ Winter 2017: The Sculpt collection
- Spring/ Summer 2017: Pristine No.7 collection
- Spring/ Summer 2016: Reflection collection
- Fall/Winter 2016:  Aurora collection
- Spring/ Summer 2015: Petals No.4 collection
- Spring/ Summer 2014: Sense of Summer No.2 collection
- Fall/ Winter 2013:Inspiration No.1 collection

## Truyền thông
- Báo The New York Times
- Tạp chí Vogue
- Tạp chí Brides
- Tạp chí Women's Wear Daily
- Tạp chí Harper’s Bazaar China Lưu trữ ngày 17 tháng 5 năm 2019 tại Wayback Machine
- Tạp chí Nouva Style
- Tạp chí Apparel
- Tạp chí Cosmo[liên kết hỏng]
- Báo Fashionista
- Tạp chí Chron Lưu trữ ngày 25 tháng 5 năm 2019 tại Wayback Machine
- Báo Hartford City New Times
- Báo USA Today
- Tạp chí Harper’s Bazaar Việt Nam
- Tạp chí ELLE
- Báo Tuổi Trẻ
- Báo Thanh Niên
- Báo Dân Trí
- Báo VnExpress
- Báo Ngôi Sao
- Tạp chí Đẹp
- Tạp chí L'officiel Lưu trữ ngày 25 tháng 5 năm 2019 tại Wayback Machine
- Báo Phụ Nữ Online
- Tạp Chí Nữ Doanh Nhân
- Zing News Lưu trữ ngày 14 tháng 1 năm 2019 tại Wayback Machine
- Tạp chí Star Press Lưu trữ ngày 17 tháng 5 năm 2019 tại Wayback Machine

## Kinh doanh
Tại Việt Nam, thương hiệu PHUONG MY chỉ có duy nhất 1 điểm bán và trưng bày sản phẩm, tọa lạc tại số 81 Lê Thánh Tôn, phường Bến Nghé, Quận 1, Thành phố Hồ Chí Minh. Ngoài ra, thương hiệu định hướng hợp tác phát triển kinh doanh, mở rộng thị trường bằng cách kết hợp với các hệ thống điểm bán cao cấp đa nhãn hiệu tại nhiều quốc gia ở Châu Âu, Châu Á và Trung Đông.